# Наташа Станишић
Наташа Станишић (2. јун 1997) српска је позоришна, филмска и телевизијска глумица.

## Биографија
Глуму је дипломирала на Факултету савремених уметности у класи професорке Виде Огњеновић.

## Каријера
Своју професионалну глумачку каријеру започела улогом Гили у представи Живот се са мном много поиграо у режији Дина Мустафића. Представа је заснована на истоименој књизи Davida Grossmana и бави се темама љубави, рата, трауме и психолошких последица које остају у животима људи који су преживели тешке историјске тренутке. Премијерно је изведена на Новом тврђава театру 2021. године.
Након тога добија главну улогу у представи Поетеса која се бави животом и делом Милице Стојадиновић Српкиње, једне од најзначајнијих песникиња 19. века. Представа је премијерно изведена 2022. године у Српском народном позоришту у Новом Саду, а текст и режију потписује Вида Огњеновић. За своју изузетну глумачку интерпретацију Наташа је добила награду за најбољу младу глумицу на фестивалу Театар на раскршћу. Награда је додељена у знак признања за њен дубоко емотиван и технички савршен приказ овог сложеног карактера.

## Улоге

### Позоришне представе
| Назив                          | Улога                       | Позориште                | Редитељ        | Датум премијере |
| ------------------------------ | --------------------------- | ------------------------ | -------------- | --------------- |
| Живот се са мном много поиграо | Гили                        | Нови тврђава театар      | Дино Мустафић  | 3.9.2021.       |
| Поетеса                        | Милица Стојадиновић Српкиња | Српско народно позориште | Вида Огњеновић | 4.12.2022.      |

### Филмографија
| Година | Назив           | Улога            |
| ------ | --------------- | ---------------- |
| 2019.  | Ургентни центар | Анђела           |
| 2021.  | Династија       | Катарина         |
| 2022.  | Ургентни центар | Ана Караулић     |
| 2023.  | Закопане тајне  | Ивона Џамић      |
| 2023.  | Авионџије       | Тања             |
| 2024.  | Радио Милева    | Тара             |
| 2024.  | Игра судбине    | Љубинка Пјановић |

### Награде
| Година | Остварење | Награда |
| ------ | --------- | --- |
| 2024.  | Поетеса   | Награда за најбољу младу глумицу на фестивалу Театар на раскршћу у Нишу, за улогу Милице Стојадиновић Српкиње |